# Milk Bar

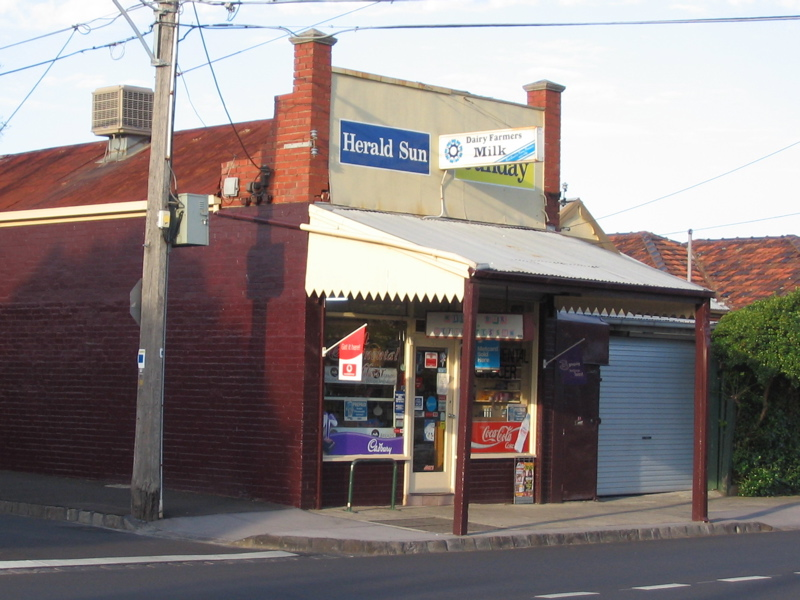
Milk Bar в пригороде Мельбурна Фицрой-Норт

Milk Bar в Австралии — пригородный местный универсальный магазин, где могут быть гастрономы и угловые магазины. Похожие, но не идентичные заведения включают закусочные. В магазинах Milk Bar люди традиционно покупают газеты и фастфуд, например рыбу с жареной картошкой, гамбургеры, молочные коктейли и закуски. По сути, Milk Bar — уменьшенная версия магазина шаговой доступности. Термин Milk Bar также встречается в Новой Зеландии наряду с термином «молочная лавка».

## История

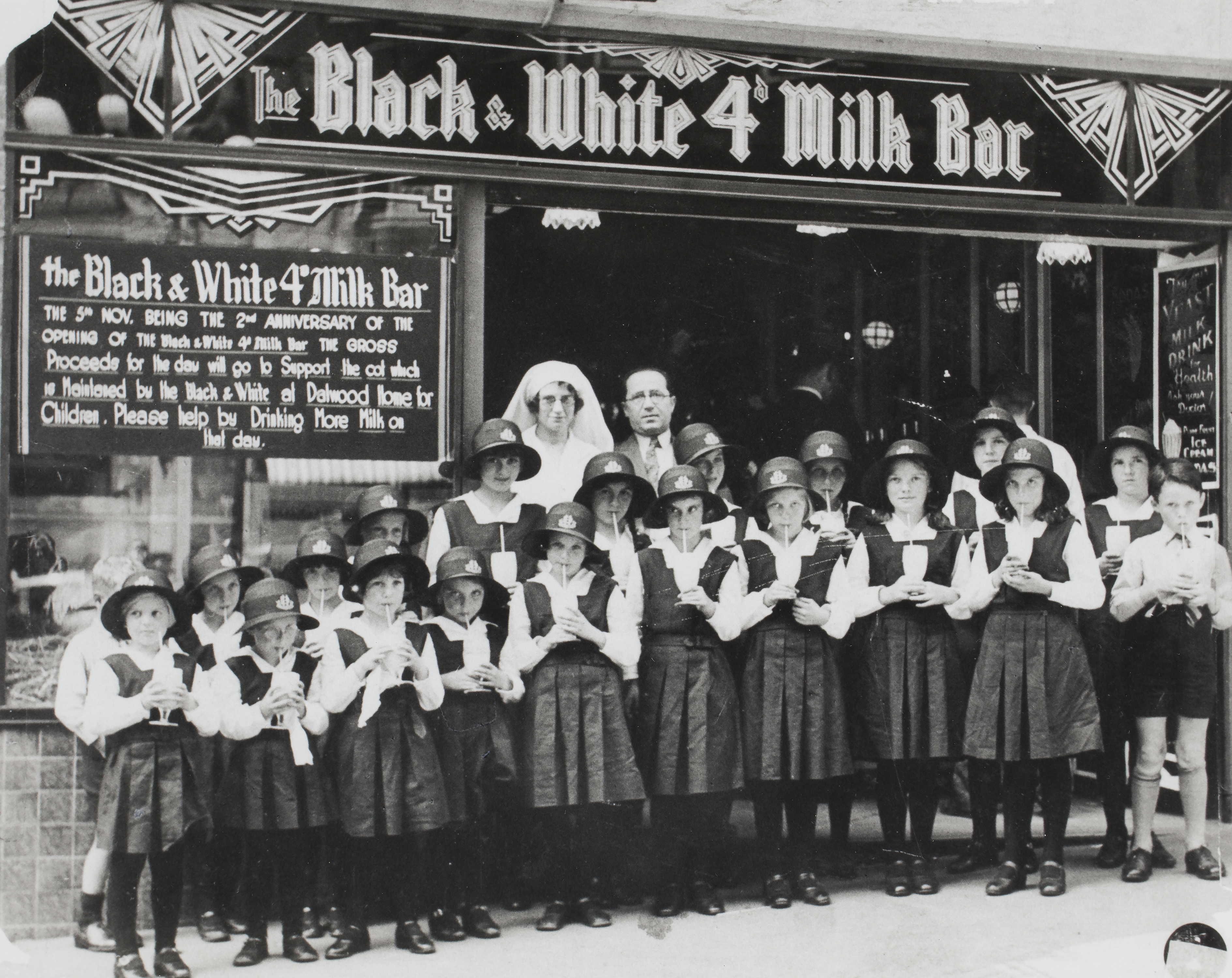
Black & White Milk Bar, Мартин-Плейс, Сидней (1934 год)

Первый бизнес под названием «Milk Bar» был открыт в Индии в 1930 году англичанином Джеймсом Медоу Чарльзом, когда он открыл молочный бар Lake View в Бангалоре. Вскоре эта концепция распространилась в Соединённое Королевстве, где общество трезвости поддержало её как морально приемлемую альтернативу пабу, и к концу 1936 года по всей стране открылось более 1000 молочных баров. Молочные батончики были известны в США, по крайней мере, с 1940 года, о чём свидетельствуют радиозаписи того времени.

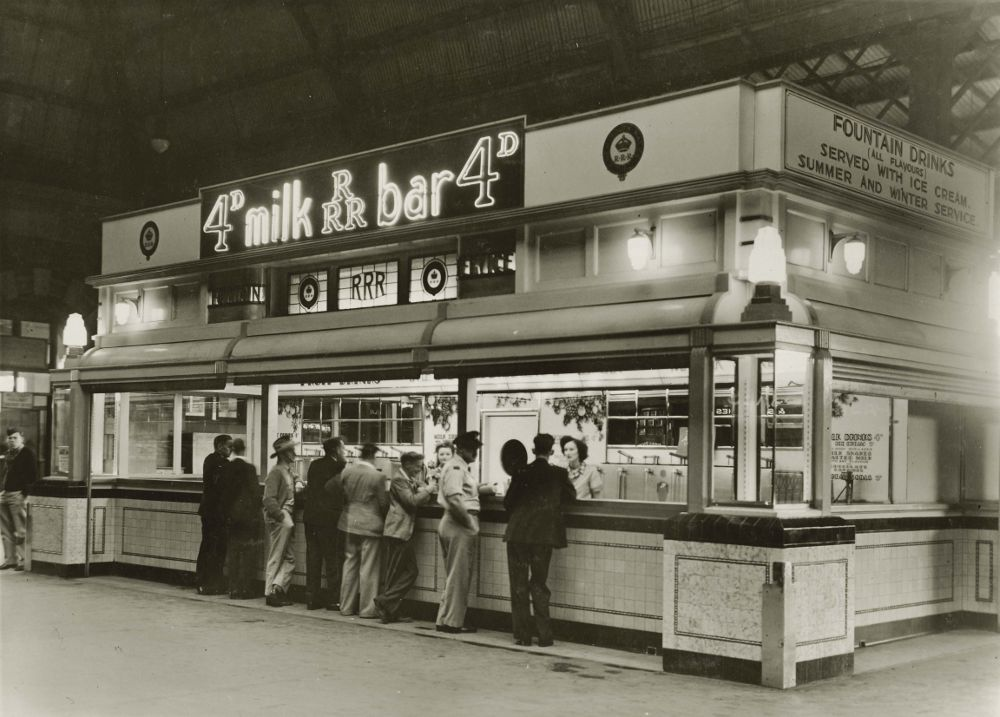
Молочный бар на центральном железнодорожном вокзале Сиднея (1946 год)

К концу 1940-х годов молочные бары стали не только теми местами, где продавались продукты, но и местами, где молодёжь могла купить готовую еду и безалкогольные напитки, а также пообщаться. В молочных барах часто были музыкальные и игровые автоматы (позже заменённые видеоиграми), а также столы и стулья, чтобы посетители задерживались и тратили больше денег.
Молочные бары, как места для общения, постепенно уступили место сетям быстрого питания, таким как McDonald’s, и торговым центрам. Из оставшихся молочных баров исчезло многое из тщательно продуманного декора. Они по-прежнему встречаются во многих районах, часто выполняя функции мини-маркетов.

## Современная эпоха

### Австралия

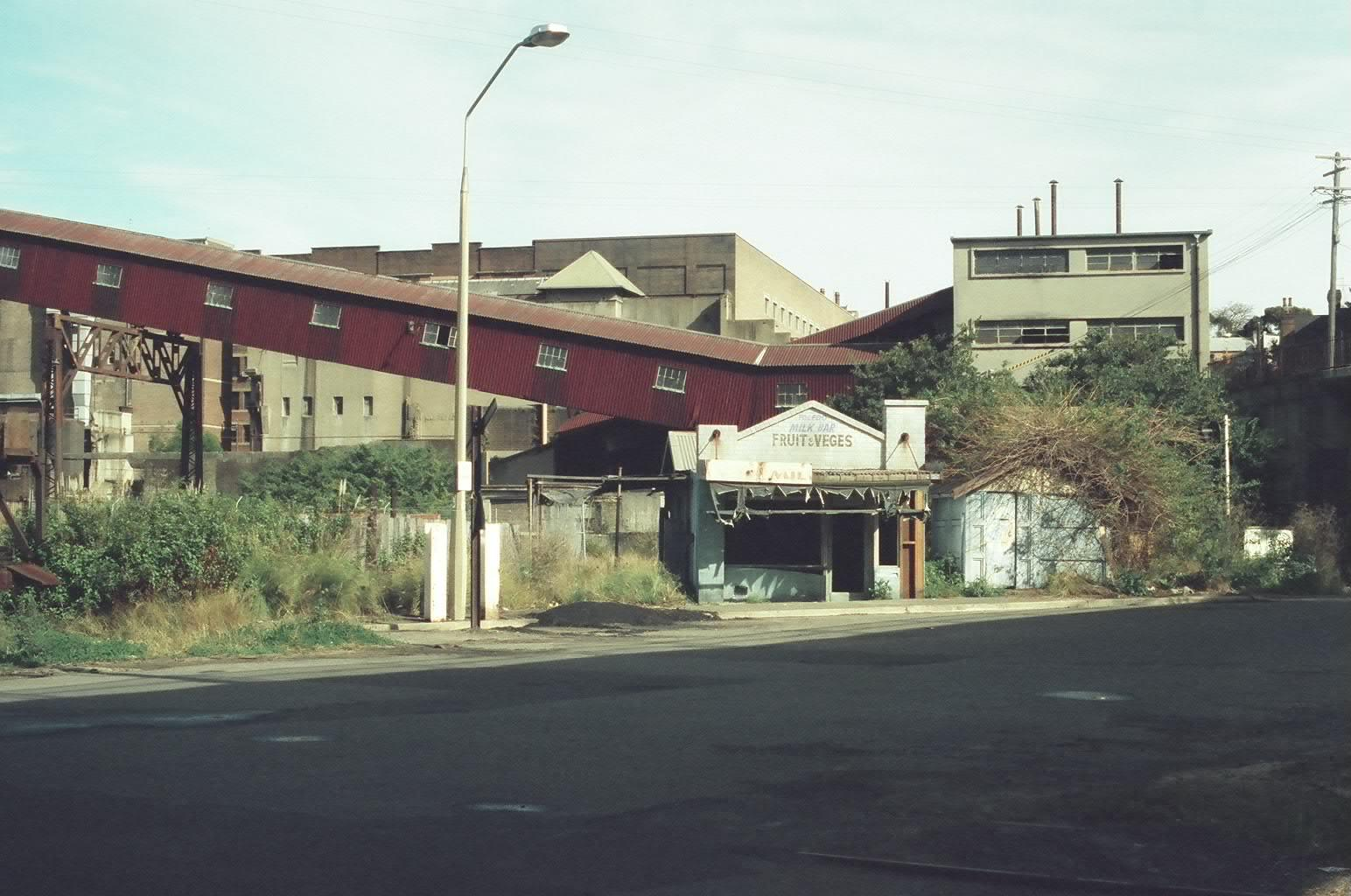
Milk Bar на бывшей железнодорожной станции Дарлинг-Айленд-Джанкшен, Пирмонт, во время съёмок фильма «Строго по правилам»

В настоящее время в австралийских молочных барах почти повсеместно продают мороженое, леденцы, шоколадные батончики, безалкогольные напитки, газеты, хлеб, сигареты и иногда фастфуды. Чаще всего в молочных барах подают молоко (в картонных упаковках или бутылках) или другие молочные продукты. Хотя молочных баров стало гораздо меньше, чем в 1970-х и 1980-х годах, из-за изменения покупательских привычек, у большинства людей, живущих в пригородах, молочный бар по-прежнему находится в пешей доступности или в нескольких минутах езды от дома.

### Великобритания
В Соединённом Королевстве сеть франшиз National Milk Bar была основана в 1933 году Робертом Уильямом Гриффитсом как обычная сеть кафе/ресторанов, которая связана с оригинальными молочными барами только названием. Когда-то она насчитывала около 20 заведений, которые располагались в Уэльсе и в Англии недалеко от валлийской границы, но в настоящее время осталось только одно заведение. В Великобритании угловые магазины выполняют ту же функцию, что и молочные бары в современной Австралии, предлагая повседневные продукты, сладости, газеты и тому подобное.
В Соединённом Королевстве проводится кампания по стимулированию школьников к потреблению большего количества молочных продуктов путём установки «молочных баров» в школах. Идея заключается в том, что если молочные продукты будут привлекательно оформлены и правильно храниться, дети охотнее будут их покупать. Организаторы проекта налаживают связи со школьными поставщиками продуктов питания, чтобы улучшить обращение с молоком и молочными продуктами, а также стимулируют потребление молока и прививают привычку пить молоко, которая сохранится и во взрослой жизни. Проект молочных баров был чрезвычайно успешным в Шотландии на протяжении 18 лет, и в настоящее время он распространяется по всей Англии и Уэльсу.

## Похожие заведения
«Молочный бар» — название похожего на ресторан/магазин заведения, распространённого на северо-востоке США, особенно в северной части штата Нью-Йорк, который является крупным производителем молочных продуктов. «Солодовый магазин» (названный так из-за ингредиента, входящего в состав солодового молочного коктейля) очень похож на молочный бар, где подают молочные коктейли и безалкогольные напитки, а также ограниченный ассортимент блюд, таких как гамбургеры и сэндвичи. Хотя их всё ещё можно встретить, они в значительной степени вышли из моды в пользу фастфуда.
В некоторых местах, особенно в Новой Зеландии, для таких заведений также используется термин «молочная ферма».
Термин bar mleczny (букв. 'молочный бар') в Польше используется для описания популярных и дешёвых кафетерий коммунистической эпохи, которые существуют в настоящее время. В них подают широкий ассортимент блюд, субсидируемых государством. Однако в 2011 году польское правительство начало отменять субсидии, что привело к протестам людей, выступавших против их закрытия.